# チョン・ミスク
チョン・ミスク（鄭 美淑、朝: 정미숙、1962年12月25日 - ）は、大韓民国の女性声優。

## 人物
中央大学校乳児教育科卒業後、1984年にKBS19期採用、韓国放送声優劇会に所属。1989年にKBS女性声優新人人気賞、2000年にKBS最優秀外画演技賞、2005年にKBSラジオ演技賞優秀賞を受賞。現在はKBSの専属契約を離れ、フリーランスとして活動。娘が子役声優として吹き替えを行ったことがあるが、正式に声優になる計画はない。

## 出演作品
※太字は主役・ヒロイン・メインキャラクター。

### アニメ

#### 日本作品の吹き替え
- カエル中士ケロロ（ケロロ軍曹）（カン・ハンビョル〔강한별〕＝日向夏美）
- 光の戦士プリキュア（ふたりはプリキュア）（ムク・ハラム〔묵하람〕＝美墨なぎさ／キュアブラック）
- おねがいマイメロディ（ハン・ソリ＝夢野歌）
- ぶぶチャチャ（ランディ・ランド(ボク)）- KBS 2TV放送版
- デジモンアドベンチャー（シン・テイル〔신태일〕＝八神太一、パタモン、エンジェモン）
- 天使になるもんっ!（ノエル）
- バーチャファイター（パイ・チェン）
- らんま1/2（シャンプー）
- リリカSOS（ナースエンジェルりりかSOS）（リリカ〔리리카〕＝森谷りりか）
- 魔法騎士レイアース（ソニ〔써니〕＝獅堂光）
- スレイヤーズシリーズ（リナ・インバース）2代
- シャーマンキング（ハオ）
- ベリベリミュウミュウ（東京ミュウミュウ）（ホン・ベリ〔홍베리〕＝桃宮いちご）
- 愛の天使ウェディングピーチ（愛天使伝説ウェディングピーチ）（SBS放送版）（ポタモス） - トゥーニバース放送版はオ・ヘスク。
- 神の怪盗ジャンヌ（神風怪盗ジャンヌ）（ナ・エリ〔나예리〕＝日下部まろん／ジャンヌ）
- 宇宙少年アトム（アストロボーイ・鉄腕アトム）（アトム）- 2003年制作版
- ONE PIECE（ナミ）
- 犬夜叉（ユ・ガヨン〔유가영〕＝日暮かごめ）
- Kanon 2006（水瀬名雪）
- ポケットモンスター ダイヤモンド&パール（ナビナ〔나빛나〕＝ヒカリ）
- ママはぽよぽよザウルスがお好き（保与田ジュラ）
- カウボーイビバップ（フェイ・ヴァレンタイン）
- Fate/stay night（遠坂凛）
- ハチミツとクローバー（花本はぐみ）
- ハローキティ（キティズパラダイス）（キティ）

#### 韓国オリジナル作品
- 少女チャングムの夢（장금이의 꿈）（チャングム）
- スピード王ボンゲ（스피드왕 번개）（チョ・アラ〔조아라〕）
- ポンポン ポロロ（뽀롱뽀롱 뽀로로）（ペティ〔패티〕）
- ポトリス（無限戦記ポトリス）（포트리스）（カルマ〔카르마〕=レーザーパサマ）
- ダオベチブムヒル大騒動（다오배찌 붐힐대소동）（ダオ）

#### 韓·日合作アニメ
- エレメントハンター （レン・カラス）
- B-伝説! バトルビーダマン （ガント〔강토〕＝大輪ヤマト）

#### 米国作品の吹き替え
- ライオン・キング2 シンバズ・プライド（キアラ）
- ムーラン（ファ・ムーラン）
- チップとデールの大作戦（ガジェット）
- ボルト（ミトンズ）

#### ゲーム
- 新世紀エヴァンゲリオン 鋼鉄のガールフレンド（惣流・アスカ・ラングレー）
- Tartaros-タルタロス （ピンコ 等）
- ルニア戦記（エイル・パルトロー）

### 映画の吹き替え
- ニコール・キッドマンの吹き替え
- オードリー・ヘプバーンの吹き替え
- キャメロン・ディアスの吹き替え
- チャン・ツィイーの吹き替え

## ラジオ
- ファンタジー特急 - デロド＆デビラン